# Calmos
Calmos är en fransk komedifilm från 1976 i regi av Bertrand Blier.

## Rollista i urval
- Jean-Pierre Marielle - Paul Dufour
- Jean Rochefort - Albert
- Bernard Blier - fader Émile
- Brigitte Fossey - Suzanne Dufour
- Valérie Mairesse - Claudine
- Sylvie Joly - läkaren
- Claude Piéplu - den gamle soldaten
- Dora Doll - Simone
- Dominique Lavanant - kvinnan